# Santiago Puringla (kommun)
Santiago Puringla är en kommun i Honduras.   Den ligger i departementet Departamento de La Paz, i den sydvästra delen av landet, 80 km väster om huvudstaden Tegucigalpa. Antalet invånare är 13 064.